# La Peña (Colombie)
Pour les articles homonymes, voir La Peña.
La Peña est une municipalité située dans le département de Cundinamarca, en Colombie.